# علي سبيت
علي سبيت ممثل ومخرج مسرحي يمني، يعتبر من كبار فناني اليمن ومحافظة عدن.

## حياته الفنية
تخرج من المعهد العالي للفنون المسرحية في الكويت عام 1986م.

## من أعماله

### أعماله كمخرج
- مسرحية القلاصات.
- مسرحية الليل جزار.
- مسرحية قطعة العملة.
- مسرحية الملك والثأر.
- مسرحية الهوية المفقودة.
- مسرحية فلسطين الانتفاضة والاستمرار.

### من أعماله كممثل
- مسلسل تلفزيون عبر العصور.
- مسلسل حكاية سعدية.
- مسلسل الإعصار.
- مسلسل عندما تبتستم الأحزان.
- مسلسل أشواق وأشواك.
- مسلسل قبل الفوات.
- مسلسل حي الحكمة.
- مسرحية أبوذر الغفاري.
- مسرحية موت وحياة.
- مسرحية أحمد بن سعيد.